# Arteria transversa faciei

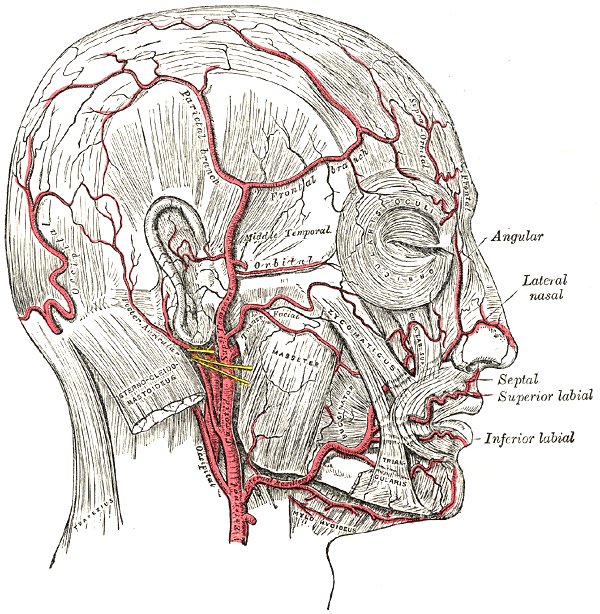
Gesichtsarterien des Menschen

Die Arteria transversa faciei (lat. für „Querverlaufende Schlagader des Gesichts“) ist eine Schlagader des Kopfes.
Sie entspringt der oberflächliche Schläfenarterie unmittelbar vor der Ohrmuschelbasis.
Anschließend verläuft sie unterhalb des Jochbogens über das Gesicht und wird dabei von den Ästen des Nervus facialis begleitet. Die Arteria transversa faciei versorgt die Ohrspeicheldrüse, den Musculus masseter und die Gesichtshaut. Sie hat zahlreiche Anastomosen zu den Gesichtsästen der Oberkiefer- (Arteria maxillaris) und der Gesichtsarterie (Arteria facialis). 
Bei Schafen und Ziegen ist die Arteria transversa faciei das Hauptversorgungsgefäß für das Gesicht, da bei diesen Tieren die Arteria facialis nicht ausgebildet ist. Bei Pferden wird sie vom Tierarzt zur Gewinnung arteriellen Blutes herangezogen.